# Winslow (Arkansas)
Winslow – miasto w stanie Arkansas, w hrabstwie Washington, w Stanach Zjednoczonych.